# 艾思妮
艾思妮國際股份有限公司是台灣的紡織成衣業公司，總部位於彰化縣員林市，經營女用內衣、內褲事業。旗下品牌包括1993年成立的曼黛瑪璉和2005年創立的瑪登瑪朵。

## 沿革
艾思妮國際股份有限公司的創辦人黃丁守出生於嘉義縣布袋鎮，國中畢業後在鞋廠工作，認識在紡織廠工作的黃江杏，之後兩人結婚並育有三女一子。黃丁守在1981年退伍，以新台幣50萬元的積蓄購入機器、機車，租下三合院，成立「丁守企業」從事鞋墊代工，之後陸續接到Nike、adidas等國際品牌的訂單，並隨寶成工業至中國大陸設廠，而在台灣的工廠則走向轉型。某日黃丁守聽聞妻子抱怨內衣不透氣，便將高透氣的鞋墊材質運用到胸罩上，在1993年自創內衣品牌。為了強調歐洲風情，他請主管蒐集各種法國名字，並開放員工票選，最終「曼黛瑪璉」勝出。
在創立初期，百貨公司讓曼黛瑪璉在百貨的廁所外和走道邊設立臨時攤位，因為人手短缺，黃丁守的兩個女兒也協助販售內衣，但仍打不進百貨公司的市場，便轉戰夜市、傳統市場，並成功在台灣中南部開展知名度。1997年，太平洋崇光百貨預備進軍屏東，便找熟悉市場的曼黛瑪璉合作，而曼黛瑪璉也因此在同年進駐台中廣三SOGO、隔年進入高雄太平洋崇光百貨。黃丁守的三個女兒都在曼黛瑪璉工作，為接班做準備。
2002年，艾思妮成立資訊部門，導入MRP系統和POS系統，在2005年創立瑪登瑪朵時，另建一套POS系統，讓兩個品牌使用不同的資料庫，以便前端使用者操作。

## 代言人
曼黛瑪璉的代言人有女藝人田麗、陳孝萱、林嘉綺、蔣怡、徐若瑄、邵雨薇，以及男主持人陳鴻，是首個讓男性代言的女性內衣品牌，不過陳鴻的代言雖然有話題，卻未反應在銷量上。
而旗下品牌「瑪登瑪朵」的代言人為女模特白歆惠以及女藝人峮峮。

## 外部連結
- 艾思妮國際股份有限公司